# Oxytropis tenuirostris
Oxytropis tenuirostris är en ärtväxtart som beskrevs av Antonina Georgievna Borissova. Oxytropis tenuirostris ingår i släktet klovedlar, och familjen ärtväxter. Inga underarter finns listade i Catalogue of Life.